# Kaiser (videogioco)
Kaiser è un videogioco di economia e strategia ambientato nella Germania del XVIII secolo, pubblicato inizialmente dalla tedesca Ariolasoft a partire dal 1984 per Atari 8-bit, Amstrad CPC e Commodore 64. A partire dal 1989 uscì anche per Amiga, Atari ST e MS-DOS, in versioni molto arricchite soprattutto dal punto di vista estetico.
Il gioco, originariamente in tedesco, venne pubblicato anche in inglese.

## Modalità di gioco
Il gioco consiste nel gestire i possedimenti di un nobile del Sacro Romano Impero, per farlo gradualmente elevare dal rango di semplice signore a quello di imperatore (kaiser). Possono partecipare da 1 a 9 giocatori (8 nelle versioni più recenti) in competizione tra loro; non ci sono concorrenti controllati dal computer, nemmeno in caso di giocatore singolo.
Si comincia scegliendo il nome e il genere (che influisce sui ranghi ottenibili) del proprio nobile e si riceve una quantità iniziale di ettari di terra, patrimonio in talleri, sudditi e soldati. Per raggiungere l'obiettivo ci sono dei requisiti in termini di città, edifici prestigiosi, patrimonio e terra posseduti.
Il gioco è suddiviso in turni che corrispondono a un anno, a partire dal 1700, ciascuno composto da varie fasi. C'è un limite massimo di turni dato dalla durata della vita del personaggio, ma è variabile e ignoto.
Nelle versioni originali per i computer a 8 bit l'interfaccia è in gran parte testuale e la selezione delle varie scelte strategiche avviene con il joystick; anche le quantità numeriche non si introducono da tastiera, ma si regolano scorrendo le cifre con il joystick. 
Nella prima fase di ogni turno si ottiene un resoconto agricolo e si può effettuare compravendita di terra e di grano, necessario per la sopravvivenza della popolazione.
La seconda schermata è un resoconto statico della demografia e dei principali guadagni e spese. Si passa quindi a regolare i livelli di varie tasse e imposte e di spese giudiziarie.
Un'altra schermata mostra la mappa grafica a scorrimento del territorio, con visualizzate le costruzioni esistenti, come mulini a vento e mercati. Nuove costruzioni si possono realizzare spendendo talleri e avendo sufficiente terra a disposizione.
Nel multigiocatore l'esercito può essere ampliato con fanteria, cavalleria e artiglieria, fatto manovrare e mandato in guerra, allo scopo di guadagnare molto più territorio.
Al termine di ogni turno è possibile che venga conferito un nuovo titolo nobiliare se i progressi sono stati elevati.
Le più recenti versioni a 16 bit (1989) introducono il supporto per il mouse e grafica elaborata, ma il concetto rimane all'incirca lo stesso, con alcune aggiunte anche nella sostanza. Tra le principali novità c'è la presenza di altri stati germanici neutrali contro cui si può combattere, rendendo l'esercito utilizzabile anche in giocatore singolo.
Il piazzamento degli edifici sulla mappa diventa manuale e strategico e ci sono nuovi tipi di edifici, tra cui mura difensive posizionabili pezzo per pezzo.
La tassazione, la giustizia e l'esercito diventano disponibili solo raggiungendo un certo titolo nobiliare, ma è possibile anche iniziare la partita nel 1725 avendo già un rango più alto.

## Serie
Nel 1995 Softgold Computerspiele, già editrice di Kaiser per MS-DOS, pubblicò Kaiser Deluxe, una nuova versione per MS-DOS su CD-ROM, con nuova grafica e audio.
Nel 2003 la tedesca Comport Interactive pubblicò un remake per Windows, Kaiser: Das Erbe ("l'eredità").
Nel 2011 la stessa Comport pubblicò Kaiser: Die Dynastie (anche in inglese Emperor: The Dynasty), un seguito per Windows e Mac.
Un seguito presumibilmente non ufficiale, Kaiser II per Atari 8-bit, venne realizzato da Phönix SoftCrew nel 1990 in tedesco e pubblicato per corrispondenza dalla Power Per Post.
Diversi sono stati anche i remake amatoriali gratuiti in tedesco, a cominciare da Kaiser II per Amiga, uscito anche prima della conversione ufficiale, nel 1987; più recentemente sono stati realizzati Kaiser e Mantronic's Kaiser II per Windows.